# Hadogenes phyllodes
Espèce
Synonymes
- Ischnurus phyllodes Thorell, 1876
- Hadogenes gracilis namaquensis Hewitt, 1918
- Hadogenes gracilis fluvialis Lawrence, 1955

Hadogenes phyllodes est une espèce de scorpions de la famille des Hormuridae.

## Distribution
Cette espèce se rencontre en Namibie et en Afrique du Sud.

## Description
L'holotype mesure 113 mm.

## Publication originale
- Thorell, 1876 : Études Scorpiologiques. Atti della Societa Italiana di Scienze Naturali, vol. 19, p. 75–272 (texte intégral).